# Separación matrimonial
La separación matrimonial es una situación jurídica intermedia entre el matrimonio y el divorcio.
En muchos ordenamientos jurídicos, la ley no contempla la posibilidad del divorcio, por motivos principalmente religiosos o culturales (el caso emblemático es el del Derecho canónico, que ha influido bastante en muchos ordenamientos jurídicos de países de mayoría cristiana). Por ese motivo, se ha creado un sistema a medio camino entre el matrimonio y el divorcio, que permite que siga existiendo el vínculo matrimonial, mientras que se terminan muchos de los derechos y obligaciones existentes para una pareja casada. Esta figura legal fue creada principalmente como una alternativa más restrictiva al divorcio, especialmente en países y épocas donde se encontraba una influyente oposición socialconservadora al divorcio, tanto civil como religioso.

## Efectos
Lo más habitual en un régimen de separación matrimonial, aunque puede variar en función del ordenamiento jurídico, es que existan las siguientes diferencias con el vínculo matrimonial:
- Desaparece la obligación de vivir en el domicilio conyugal (en las legislaciones donde esta obligación existe). Este es un requisito esencial en la separación.
- Se debe liquidar el régimen económico matrimonial. A partir de la separación, las partes liquidan la comunidad de bienes (en el caso de que existiese), y pasan a regirse por separación de bienes como si no estuviesen casados.
- Se procede a repartir la custodia legal de los hijos, el régimen de visitas y la pensión de alimentos en favor de los hijos en su caso.
- Si la legislación lo contempla y si existe desequilibrio económico entre los cónyuges, se puede establecer la pensión compensatoria (también denominada en algunos casos pensión de alimentos) de un cónyuge al otro.
- Los separados pierden los derechos hereditarios que corresponden a los cónyuges.
- Uno de los padres se hace responsable por sus hijos o cada uno se queda con uno.

La principal diferencia entre la separación y el divorcio es que el matrimonio sigue existiendo. Por este motivo:
- Una persona separada no puede volver a contraer matrimonio, porque incurriría en bigamia.
- Una persona separada, puede divorciarse posteriormente.

## Separación de hecho y separación judicial
Estos dos puntos se diferencian habitualmente entre la situación de separación de hecho y la de separación judicial. En ambos casos se da la situación fáctica de separación de la pareja, y ruptura de la convivencia.
Sin embargo, la separación judicial (que es a la que aludimos normalmente cuando hablamos de separación matrimonial) es la establecida mediante una sentencia judicial e implica un mayor número de efectos jurídicos que la separación de hecho. La liquidación del régimen económico matrimonial, las pensiones y custodias correspondientes, por ejemplo, las dicta necesariamente el juez.
La separación de hecho, por lo tanto, es una situación fáctica, aunque a veces se le reconoce algún efecto jurídico. Por ejemplo, la separación de hecho puede ser una causa para solicitar la declaración de divorcio, como así sucede en Chile y España.